# 카피바라속
카피바라속(Hydrochoerus)은 천축서과에 속하는 설치류 속이다. 남아메리카와 파나마에서 발견되는 현존하는 2종의 카피바라를 포함하고 있으며, 현존하는 설치류 중에서 세계에서 가장 크다. 학명은 "물"(water)을 의미하는 그리스어 "히드로"(ὕδωρ, hýdor)와 "돼지"(pig)를 의미하는 "코이리스"(χοίρος, choíros)의 합성어에서 유래했다.

## 특징
카피바라류는 반수생 동물로 호수와 강, 습지 그리고 홍수림 사바나 지역에서 발견된다. 먹이는 주로 풀이다. 다 자라면 몸무게는 최대 65kg이다. 임신 기간은 130~150일이며, 암컷은 한 번에 2에서 8마리(4마리가 가장 흔하다.)를 낳는다.

## 습성
카피바라류는 사회성이 아주 높은 동물로 최대 100마리까지 집단을 형성하여 생활하며, 다양한 소리로 서로 의사소통을 한다.

## 하위 종
- † Hydrochoerus gaylordi - 그레나다에서 서식했던 멸종 종[3]
- 카피바라 (Hydrochoerus hydrochaeris)
- 작은카피바라 (Hydrochoerus isthmius)

## 계통 분류
다음은 천축서과의 계통 분류이다.

|  | \| \| 기니피그속 \| \| \| \| \| \| 산악천축서속 \| \| \| \| |
|  |                                                             |
|  | 노랑이빨천축서속                                            |
|  |                                                             |
|  | 기니피그속                                                  |
|  |                                                             |
|  | 산악천축서속                                                |
|  |                                                             |

|  | 기니피그속   |
|  |              |
|  | 산악천축서속 |
|  |              |

| 카피바라아과 | \| \| 카피바라속 \| \| \| \| \| \| 바위천축서속 \| \| \| \| |
|              | \| \| 카피바라속 \| \| \| \| \| \| 바위천축서속 \| \| \| \| |
| 마라아과     | 마라속                                                      |
|              | 마라속                                                      |
|              | 카피바라속                                                  |
|              |                                                             |
|              | 바위천축서속                                                |
|              |                                                             |

|  | 카피바라속   |
|  |              |
|  | 바위천축서속 |
|  |              |

|  | \| \| 기니피그속 \| \| \| \| \| \| 산악천축서속 \| \| \| \| |
|  |                                                             |
|  | 노랑이빨천축서속                                            |
|  |                                                             |
|  | 기니피그속                                                  |
|  |                                                             |
|  | 산악천축서속                                                |
|  |                                                             |

|  | 기니피그속   |
|  |              |
|  | 산악천축서속 |
|  |              |

| 카피바라아과 | \| \| 카피바라속 \| \| \| \| \| \| 바위천축서속 \| \| \| \| |
|              | \| \| 카피바라속 \| \| \| \| \| \| 바위천축서속 \| \| \| \| |
| 마라아과     | 마라속                                                      |
|              | 마라속                                                      |
|              | 카피바라속                                                  |
|              |                                                             |
|              | 바위천축서속                                                |
|              |                                                             |

|  | 카피바라속   |
|  |              |
|  | 바위천축서속 |
|  |              |